# 酅魁壘
酅魁垒（？—前464年），春秋末期晋国人。
前464年（周贞定王五年、晋出公十一年、郑声公三十七年、齐平公十七年、鲁悼公四年），酅魁垒跟随智瑶率军包围郑国，没到达之前，郑国驷弘驻守南里，以待晋军。智瑶攻进南里，又攻打桔秩之门。战斗中，酅魁垒被郑国俘虏，以卿位诱他投降。酅魁垒不答应，郑国塞住他的嘴将他杀死。后来，智瑶和赵襄子爆发矛盾，齐国援军抵达，晋国再攻下郑国九个城邑之后撤军。《汉书·古今人表》作鄭酅魁絫，将他定位五等中中。